# Maíra Charken
Maíra Charken Carneiro (Amsterdã, 22 de julho de 1978) é uma atriz holandesa-brasileira.

## Carreira
Faz parte do grupo humorístico Deznecessários e já fez parte do grupo musical Blitz. Participou do reality show Popstars do SBT. Fez parte do elenco da novela das nove da Rede Globo, Babilônia onde interpretava a delegada Vera Morgado.
Em 14 de março de 2016, assumiu como nova apresentadora do programa Vídeo Show no lugar de Joaquim Lopes que substituiu Monica Iozzi, contudo, sua participação não foi aprovada e ela passou atuar apenas como repórter da atração e logo em seguida, participou do quadro Saltimbum do Caldeirão do Huck, em 26 de janeiro de 2017. Maíra foi demitida da emissora, em maio do mesmo ano e lançou um canal no Youtube.

## Vida pessoal
Maíra é formada em jornalismo pela Pontifícia Universidade Católica de Campinas (PUC).
Casada com o atleta Renato Antunes desde setembro de 2017 é mãe do pequeno Gael.

## Filmografia

### Televisão
| Ano     | Título               | Personagem / Cargo                              | Notas                           |
| ------- | -------------------- | ----------------------------------------------- | ------------------------------- |
| 1999–01 | Domingão do Faustão  | Bailarina                                       |                                 |
| 2002    | Popstars             | Participante                                    | Temporada 1                     |
| 2006    | Cobras & Lagartos    | Mariana Venturini                               | Episódio: "1 de junho"          |
| 2007    | Dance Dance Dance    | Sheila de Almeida (Sheilinha)                   |                                 |
| 2008    | Chamas da Vida       | Emília                                          |                                 |
| 2009–10 | Louca Família        | Anete Perez / Maria das Graças Silva (Gracinha) |                                 |
| 2011–12 | Malhação: Conectados | Vera Lúcia Souto (Verinha)                      |                                 |
| 2015    | Babilônia            | Vera Morgado                                    |                                 |
| 2016    | Vídeo Show           | Repórter / Apresentadora                        |                                 |
| 2016    | Saltibum             | Participante                                    | Temporada 3                     |
| 2023    | Troca de Esposas     | Participante                                    | Episódio: "11 e 12 de setembro" |

### Cinema
| Ano  | Título                 | Personagem  | Notas          |
| ---- | ---------------------- | ----------- | -------------- |
| 2003 | Retratos da Vida       | Mariana     |                |
| 2009 | Drinks Desejos Desvios | Fabiana     | Curta-metragem |
| 2011 | Cilada.com             | Ex de Bruno |                |

## Teatro
| Ano     | Título                 | Personagem         |
| ------- | ---------------------- | ------------------ |
| 2001    | O Abobalhado           |                    |
| 2004    | Evita Perón            | Evita              |
| 2004    | Gatas Manhosas         |                    |
| 2005    | O Manipulador          |                    |
| 2005    | Sabor a Mi             |                    |
| 2005    | Gardel                 |                    |
| 2007    | O Homem Ideal          |                    |
| 2007    | O Musical dos Musicais |                    |
| 2007–14 | Deznecessários         | Vários personagens |
| 2008    | Nós Amamos             |                    |
| 2014    | Elis, A Musical        | Roseane            |